# Елеукенов, Шериаздан Рустемович
Шериаздан Рустемович Елеукенов (каз. Шериаздан Рүстемұлы Елеукенов; 3 сентября 1929, аул Аршалы Уланского района, Восточно-Казахстанская область, Казахская АССР, СССР — 31 июля 2020) — советский и казахский учёный, доктор филологических наук (1988), профессор (1990). Заслуженный работник культуры Казахской ССР (1981). Лауреат Государственной премии Республики Казахстан (1998).

## Биография
Родился 3 сентября 1929 года в ауле Аршалы Уланского района Восточно-Казахстанской области. После окончания средней школы в г. Усть-Каменогорске поступил на отделение журналистики филологического факультета Казахского государственного университета им. С. М. Кирова. В 1951 году окончил обучение, получив диплом с отличием.
В 1951—1959 годах — журналист, завотделом пропаганды марксистско-ленинской теории, иногда по совместительству исполняющий обязанности заведующего отделом партийной жизни редакции областной газеты «Коммунизм туы» (по другим данным, «Алтай большевигі»). Член Союза журналистов СССР.
В 1959 году по конкурсу зачислен старшим преподавателем факультета журналистики КазГУ им. С. М. Кирова, в 1963 году — аспирант кафедры теории литературы Академии общественных наук при ЦК КПСС, которую закончил по специальности «литературоведение» в 1966 году, защитив кандидатскую диссертацию на тему «Казахский роман и современность». Работал доцентом кафедры по истории казахской литературы филологического факультета КазГУ.
В 1967-71 на партийной работе в ЦК Компартии Казахстана. В 1971—86 годах — председатель Государственного комитета Совета Министров республики по печати (Госкомиздат).
В 1986—88 годах — директор Института литературы и искусства им. М. О. Ауэзова, в 1988—96 годах там же заведующий отделом русской литературы, старший научный сотрудник Института литературы и искусства им. М. О. Ауэзова.
В 1987 году защищает докторскую диссертацию по специальности 10.01.02 «Литература народов СССР (советского периода)» на тему: «Идейно-эстетическое и жанровое разнообразие казахского романа».
Умер 31 июля 2020 года.

## Некоторые произведения
Автор около тридцати книг, среди которых:
- «Жаңа жолдан» («С новой строки»), книга о жизненных путях и творчествах алашординцев;
- «Газетные жанры», учебное пособие;
- «Тәуелсіздік көзімен» («Взглядом Независимости»);
- «Әттең дүние», роман;
- «Емтихан», сатирическая комедия;
- С новой строки: Лит. портр., исслед. / Шериаздан Елеукенов. — Алма-Ата : Жазушы, 1989
- Магжан Жумабаев: [Каз. поэт, 1893—1938 гг.] / Ш. Р. Елеукенов; Общество «Знание» КазССР. — Алма-Ата : Общество «Знание» КазССР, 1990.
- несколько литературно-научных монографий и учебников.
- член Союзов писателей СССР и Казахстана

## Награды
Награды СССР и Казахской ССР
- 1947 — Медаль «За доблестный труд в Великой Отечественной войне 1941—1945 гг.»
- 1957 — Медаль «За освоение целинных земель»
- 1970 — Медаль «В ознаменование 100-летия со дня рождения Владимира Ильича Ленина»
- 1971 — Медаль «За трудовую доблесть»
- 1976 — Орден «Знак Почёта»
- 1979 — нагрудный знак «Отличник печати СССР»
- 1979 — Почётная грамота Президиума Верховного Совета Казахской ССР
- 1981 — Указом Верховного Совета Казахской ССР от 24 ноября 1981 года награждена почётным званием «Заслуженный работник культуры Казахской ССР»
- 1987 — Медаль «Ветеран труда»
- Награждён несколькими юбилейными и правительственными медалями СССР и др.

Награды Республики Казахстан
- 1994 — Премия Союза журналистов Казахстана имени Смагула Садвакасова.
- 1998 — Государственная премия Республики Казахстан в области литературы и искусства за монографию «Магжан» Указом президента Республики Казахстан от 30 декабря 1998 года.
- 1999 — Международная литературная премия Казахского ПЕН-клуба имени Магжана Жумабаева.
- 1999 — Почётная грамота министерства Образования и науки Республики Казахстан.
- 2004 — Медаль Министерства образования и науки РК «За заслуги в развитии науки Республики Казахстан».
- 2004 — Медаль «50 лет Целине»
- 2009 — Орден Парасат за большой вклад в развитие отечественной литературы и науки.[7]
- 2008 — Медаль «10 лет Астане»
- 2011 — Благодарственное письмо Первого Президента Республики Казахстан со вручением нагрудного знака «Алтын барыс».
- 2011 — Медаль «20 лет независимости Республики Казахстан»
- 2014 — Почётный знак «Баспа және полиграфия ісінің еңбек сіңірген қайраткері»
- 2016 — Государственная стипендия Республики Казахстан в области культуры и искусства.[8].
- Орден «Барыс» 1 степени за большой вклад в изучение истории казахской литературы, книговедения и журналистики (24 января 2020 года).[9]

## Семья
Сын: Елеукенов, Дастан Шериазданович — посол Казахстана в Швеции (2013—03.2019)